# 踏板
踏板（ふみいた）は、建築工事の際、仮足場として使われる機材の一種である。
一般的な使い方としては、鳥居型建枠同士の間や平行に並んだ単管の間などにはめ込む形で足場として使われる。基本的には建枠と併用することが、前提条件となるわけなのだが、例外はある。なお、一般的なサイズは、工事のスパン定義により、1,800ミリメートルが主流となっている。